# Mielikki Mons
Il Mielikki Mons è una struttura geologica della superficie di Venere.